# 萊熱諾爾 (新澤西州)
萊熱諾爾（英語：Leisure Knoll）是位於美國新澤西州海洋縣的普查規定居民點。

## 人口
根據2020年美國人口普查的數據，萊熱諾爾的面積為2.32平方千米，當中陸地面積為2.30平方千米，而水域面積為0.02平方千米。當地共有人口2562人，而人口密度為每平方千米1,104.31人。